# Broughton (Hampshire)
Pour les articles homonymes, voir Broughton.
Broughton est une paroisse civile et un village du Hampshire, en Angleterre.